# Lymantria micans
Lymantria micans är en fjärilsart som beskrevs av Felder 1874. Lymantria micans ingår i släktet Lymantria och familjen tofsspinnare. Inga underarter finns listade i Catalogue of Life.